# 华兴镇 (大田县)
华兴乡，是中华人民共和国福建省三明市大田县下辖的一个乡镇级行政单位。

## 行政区划
华兴乡下辖以下地区：
早兴村、张墘村、杞溪村、柯坑村、横坑村、昆山村、华安村、仙峰村、京口村和洪坑村。